# 召喚夜響曲4
《召喚夜響曲4》是由Banpresto於2006年11月30日發售PlayStation 2戰略角色扮演遊戲。闊別3年的召喚夜響曲系列正傳第4作。

## 系統

召喚夜響曲4 宣傳海報

戰鬥系統與前作《召喚夜響曲3》相同，而本作中戰鬥的細微部分亦加入語音。同時，亦強化遊戲內的Mini Games，使遊戲更加充實。《召喚夜響曲3》中的相關角色在本作中也有客串演出。

## 登場人物

### 主角
- 萊伊

遊戲本篇的男主角，帝國北部的驛站城鎮特雷優經營旅館兼餐廳。或許是因為長久以來一直獨自生活的緣故。他雖然顯得很成熟，但也對於無法無條件依照世間常理行事的自己感到不安與困惑。個性是非份明。有時會因此而顯得感情用事。但也有著勇於承認自己過錯的坦率一面。擅長照顧人。頗受歡迎。
- 菲兒

遊戲本篇的女性主角。居住在帝國，在位於帝國領土北部的驛站城鎮特雷優經營著旅館兼餐廳，勤快地度過這每一天。個性直來直往，而且很喜歡照顧別人，能幹的她因此成為了四周人們爭相請求協助之對象。也十分受到歡迎。雖然這點很令她高興，但也因此使得她很少被人們當成普通的女孩子看待，這讓她私底下感到有點不滿。

### 龍之子
某一天，七彩的蛋如同流星般從天空墜落，並且從蛋中生出了龍之子。龍之子把剛好在場的主角當成了父母而一直跟在主角身邊。好奇心旺盛的龍之子對任何事物都充滿了興趣，但也因此讓主角惹上了許多麻煩。
- 流姆（配音員：田村由香里）

調皮的男孩子。
用詞粗魯，常和主角持相反的態度。不過，直率的性格是他的優點。
- 米兒莉芙（ミルリーフ）（配音員：野川櫻）

愛哭和愛撒嬌的女孩子。
常稱呼主角為「爸爸」「媽媽」，天真爛漫。
- 柯拉爾（コーラル）（配音員：岩男潤子）

沉默寡言但非常老實的孩子。
總是覺得不敢靠近別人。

### 童年玩伴
- 莉雪兒（リシェル）（配音員：松岡由貴）

主角的童年玩伴。同時也是路西安的姊姊。只要一遇到覺得有趣的事就會馬上埋首其中，無論如何都可以玩得很高興。父親泰勒。布薩克斯是召喚師組織黃金派閥的召喚師。也是鎮上的有力人士。莉雪兒雖然也是個能夠召喚來自機界羅雷拉爾之召喚獸的召喚師，但還沒有加入派閥。
- 路西安（ルシアン）（配音員：小林沙苗）

主角的童年玩伴從小時候開始，他與主角以及姊姊莉雪兒總是3個人一起行動。有過度操心事情的傾向，但十分能幹，總是輔助著2個人。雖然他是黃金派閥召喚師的兒子，但因為他並沒有遺傳到召喚師的才能，因此選擇了學習劍術。

### 伙伴
- 葛拉德（グラッド）（配音員：高橋廣樹）

屬於帝國軍陸戰隊的軍人，是駐守在主角居住的驛站城鎮特雷優。
他的任務是要維護城市的治安。他不會拒絕別人的請求，而且每天都解決城鎮內的紛爭，所以深受城鎮居民愛戴。對主角來說他是個值得依靠的大哥哥。
- 敏特（配音員：高野直子）

獨自居住在城郊漂亮的姐姐。
屬於「蒼之派閥」的召喚師，擅長召喚「幻獸界 梅特爾巴」的召喚獸。專門研究來自異世界的植物，而主角餐廳使用的食物都是由她提供。她對召喚獸的生態十分熟識，有時候也會治療受傷的召喚獸。
- 老大

由敏特所召喚，與她一起生活的守護獸。負責看守敏特的菜園，是個值得信賴的人物，與主角非常熟識。
- 波姆妮特（ポムニット）（配音員：後藤邑子）

莉雪兒與路西安家的女僕，負責照顧兩人。總是擔心他們是否做出什麼危險的事。
- 信玄（配音員：子安武人）

- 茜（配音員：天神有海）

鬼妖界「希爾坦」出身的忍者。主角在街角遇到自稱「藥商」的小姐。 在第一集及第二集的作品中亦有登場。
- 亞爾巴（アルバ）（配音員：小尾元政）

以騎士作為目標而修行的見習劍士。 在第一集的作品中曾經出現作為據點的孤兒院中，以住在孤兒院的小孩身份登場。

### 御使
- 謝隆（配音員：三木眞一郎）

從鬼妖界「希爾坦」來的龍神族青年。現寄住在特雷優。
- 莉維兒（リビエル）（配音員：佐藤利奈）

來自靈界「 薩普勒斯」的天使。
- 亞羅艾里（アロエリ）（配音員：浅川悠）

來自幻獸界「梅特爾巴」的女弓箭手戰士。
- 克拉伍雷（クラウレ）（配音員：三宅健太）

來自幻獸界「梅特爾巴」的戰士。亞羅艾里的哥哥，御使的領導人。

### 劍之軍團
- 連多拉（レンドラー）（配音員：石塚運昇）

率領「劍之軍團」的騎士。計劃追捕的龍之子。

### 鋼之軍團
- 賈克（配音員：内海賢二）

追捕的龍之子的召喚師。機械人及機械士兵的「鋼之軍團」的頭目。
- 蘿蕾特（ローレット）（配音員：大原沙耶香）

賈克忠實的部下機械人偶三姊妹的長女。
- 愛普榭特（アプセット）（配音員：桑谷夏子）

賈克忠實的部下機械人偶三姊妹的二女。比其他姊妹說話缺乏感情。
- 米莉尼吉（ミリネージ）（配音員：望月久代）

賈克忠實的部下機械人偶三姊妹的三女。
- 古藍柏德（グランバルド）（配音員：矢部雅史）

「鋼之軍團」的機械士兵，就輩分來說可以說是機械人偶三姊妹的弟弟。

### 獸之軍團
- 獸皇

領導獸之軍團的獸人。

## 主題曲
- 片頭曲「NEVERLAND」主唱：松澤由美
- 片尾曲「幸福的種子」主唱：加藤いづみ

## 外部連結
- （日語）召喚夜響曲４ 官方網站